# Wolseley 16/45 e Viper
La 16/45 è un'autovettura di classe media prodotta dalla Wolseley dal 1927 al 1933. Fu anche prodotta una versione con prestazioni più brillanti, la Viper. 

## La 16/45 (1927-1933)
Questo modello aveva montato un motore in linea a sei cilindri da 2.025 cm³ di cilindrata. Il telaio pesava 914 kg.
La 16/45 è stata offerta con due tipi di carrozzeria, berlina quattro porte e torpedo quattro posti. Il veicolo raggiungeva una velocità massima di 95 km/h.

## La Viper (1931)
È stata commercializzata, solamente nel 1931, una versione della 16/45 con motore più potente, la Viper. I due modelli erano quasi identici. L'unica differenza risiedeva nella presenza di due carburatori SU nel motore della Viper, in luogo del solo carburatore che era installato sulla 16/45.
Anche la Viper è stata offerta con due tipi di carrozzeria, berlina quattro porte e torpedo quattro posti. Il telaio, anche in questo caso, pesava 914 kg.